# Michael Kiwanuka
Michael Samuel Kiwanuka es un cantante británico, comparado con Bill Withers u Otis Redding. Ha sido designado Sound of 2012 por un sondeo de la BBC.

## Biografía
Hijo de ugandeses que huían del régimen de Idi Amin Dada, Michael Kiwanuka creció en el barrio de Muswell Hill, al norte de Londres, aficionado al club de futbol Tottenham y a la guitarra. De ese periodo ha dicho: 
"En casa se escuchaba poca música, porque el tocadiscos estaba roto".
A sus 12 años, la madre había ahorrado para regalarle una guitarra, lo que le significó una revelación. Comenzó a tocar en grupos del barrio, influenciado por Nirvana o Radiohead. A los 15 años escuchó dos discos que le ofreció un amigo (Sitting In The Dock Of The Bay de Otis Redding y el álbum The Freewheelin de Bob Dylan) y se animó a hacer música en solitario
Se convirtió en músico de estudio (sobre todo para artistas de R&B, funk y jazz) y ambicionó escribir para los demás, antes de pensar en cantar para darse a conocer. Lo recuerda así: 
"Es sobre todo cuando he comenzado a escribir canciones cuando he tomado más conciencia de mi voz".
Paul Butler, cantante, músico y productor de los The Bees lo tomó bajo su protección y grabó con él su primer álbum en la isla de Wight. Ese primer álbum, Home Again fue muy apreciado por la crítica, que señaló al artista como un futuro prodigio del soul británico y algunos le vieron gran futuro. La canción que abrió el álbum, Tell Me A Tale, es descrita de esta forma por Inrocks: 
"Combina el groove embriagador del Dear Mister Fantasy de Traffic, el hedonismo del soul de Curtis Mayfield y la sensualidad de Van Morrison, lo que hace de ella un clásico inmediato".
Hizo de telonero en los conciertos de Adele. También colabora con Dan Auerbach (miembro de los Black Keys) en la canción, Lasan, que salió en la cara B de su sencillo I'm Getting Ready.
Es fanático de las fresas, le gustan mucho.
Su canción de 2016: I'm a Black Man in a White World ha trascendido la música y se ha convertido en himno para la población negra de Estados Unidos. Kiwanuka dice de ello: 
"No es sólo para los negros, cualquiera puede sentirse identificado con ella. Están pasando muchas cosas en el mundo que llevan a la gente a establecer una conexión especial con esa canción. Lo vemos cada día en las noticias. Está sucediendo algo que creíamos superado, en especial en ciertas zonas de EEUU. Estar en la calle se convierte en una actividad de riesgo por el simple hecho de ser negro. Parte de la culpa la tienen los prejuicios y los estereotipos, eso es lo más peligroso de todo. Debemos encontrar una solución, porque así no se puede vivir".
Sus canciones aparecen en bandas sonoras de diversas series: Black man in a white world, en The Get Down (2016), Love & Hate en Dear White People (2017), y Cold little heart es el tema de cabecera de Big Little Lies (2017).
Se interpretó a sí mismo en la película Yesterday (2019).

## Estilo
Kiwanuka es comparado a menudo con Bill Withers o Van Morrison por su timbre de voz. Su música mezcla la intimidad del folk y la calidez del soul. Ciertos críticos describen su música como un folk-soul austero e intemporal.
Confiesa que «el descubrimiento del tema Sitting in the Dock of the Bay, de Otis Redding» lo ha marcado». Kiwanuka está inspirado también por el folk, sobre todo el de Bob Dylan. Los críticos han notado similitudes de su música con el folk rock de Tim Buckley.

## Discografía

### Álbumes
| Home Again    | - Lanzamiento: 12 de marzo de 2012[25] - Discográfica: Polydor Records - Formatos: CD, Digital download, Vinyl |
| Love & Hate   | - Lanzamiento: 27 de mayo de 2016 - Discográfica: Polydor Records - Formatos: CD, Digital download, Vinyl      |
| Kiwanuka      | - Lanzamiento: 1 de noviembre de 2019 - Discográfica: Polydor Records - Formatos: CD, Digital download, Vinyl  |
| Small Changes | - Lanzamiento: 22 de noviembre de 2024 - Discográfica: Polydor Records - Formatos: CD, Digital download, Vinyl |

### Extended plays, EP
| Título                                     | Detalles                                                                                                 |
| ------------------------------------------ | --- |
| Tell Me a Tale EP (Isle of Wight Sessions) | - Released: 24 de abril de 2011[28][29] - Label: Communion Records - Format: Digital download, 10" vinyl |
| iTunes Festival: London 2011               | - Released: 8 de julio de 2011[30] - Label: Polydor Records - Format: Digital download                   |
| I'm Getting Ready EP                       | - Released: 24 de julio de 2011[31][32] - Label: Communion Records - Format: Digital download, 10" vinyl |
| You've Got Nothing To Lose                 | - Released: 18 de febrero de 2014[33] - Label: Third Man Records - Format: Digital download, 7" vinyl    |

### Singles
| Año  | Sencillo                     | Álbum       |
| ---- | ---------------------------- | ----------- |
| 2012 | "Home Again"[35]             | Home Again  |
| 2012 | "I'm Getting Ready"[36]      | Home Again  |
| 2012 | "I'll Get Along"[37]         | Home Again  |
| 2012 | "Bones"[38]                  | Home Again  |
| 2016 | "Black Man in a White World" | Love & Hate |
| 2016 | "One More Night"             | Love & Hate |

## Premios y nominaciones
| Year | Organisation      | Award             | Work       | Result         |
| ---- | ----------------- | ----------------- | ---------- | -------------- |
| 2011 | BBC Sound of 2012 | Sound of 2012[11] | N/A        | Won            |
| 2012 | Barclaycard       | Mercury Prize[39] | Home Again | Nominated      |
| 2020 | Hyundai           | Mercury Prize[39] | Kiwanuka   | Won Best album |